# Calamus minor
Calamus minor är en enhjärtbladig växtart som beskrevs av Andrew James Henderson. Calamus minor ingår i släktet Calamus och familjen Arecaceae. Inga underarter finns listade i Catalogue of Life.